# Saint-Sauveur-le-Vicomte
Saint-Sauveur-le-Vicomte – miejscowość i gmina we Francji, w regionie Normandia, w departamencie Manche.
Według danych na rok 1999 gminę zamieszkiwało 2204 osób, a gęstość zaludnienia wynosiła 64 osób/km².
W miejscowości urodziła się w 1632 bł. Maria Katarzyna od św. Augustyna.